# Gran Premio di superbike di Misano Adriatico 1997
Il Gran Premio di superbike di Misano Adriatico 1997 è stato la seconda prova su dodici del campionato mondiale Superbike 1997, disputato il 20 aprile sul circuito Santamonica, ha visto la vittoria di Pierfrancesco Chili in gara 1, mentre la gara 2 è stata vinta da John Kocinski.
La gara, valida come prova di San Marino pur essendo disputata su un circuito situato in Italia, è stata disputata in condizioni meteorologiche avverse.
Per la prima volta alla prova valida per il campionato mondiale Superbike è stata abbinata la prova valida per il campionato mondiale Supersport (in questo primo anno denominato "Supersport World Series"); la vittoria è andata al pilota italiano Massimo Meregalli.

## Risultati

### Gara 1

#### Arrivati al traguardo[4]
| Pos. | Nº | Pilota               | Squadra                  | Motocicletta | Giri | Tempo     | Griglia | Punti |
| ---- | -- | -------------------- | ------------------------ | ------------ | ---- | --------- | ------- | ----- |
| 1º   | 7  | Pierfrancesco Chili  | Gattolone Racing         | Ducati       | 25   | 48:44.232 | 2º      | 25    |
| 2º   | 3  | John Kocinski        | Castrol Honda            | Honda        | 25   | +0:14.194 | 6º      | 20    |
| 3º   | 4  | Carl Fogarty         | Ducati Racing ADVF       | Ducati       | 25   | +1:04.122 | 4º      | 16    |
| 4º   | 2  | Aaron Slight         | Castrol Honda            | Honda        | 25   | +1:19.037 | 5º      | 13    |
| 5º   | 6  | Simon Crafar         | Kawasaki Racing          | Kawasaki     | 25   | +1:38.413 | 3º      | 11    |
| 6º   | 45 | Colin Edwards        | Yamaha World Superbike   | Yamaha       | 24   | +1 giro   | 10º     | 10    |
| 7º   | 9  | Neil Hodgson         | Ducati Racing ADVF       | Ducati       | 24   | +1 giro   | 9º      | 9     |
| 8º   | 15 | Piergiorgio Bontempi | Kawasaki Italy Bertocchi | Kawasaki     | 24   | +1 giro   | 8º      | 8     |
| 9º   | 17 | Pere Riba            | White Endurance          | Honda        | 24   | +1 giro   | 13º     | 7     |
| 10º  | 33 | Christian Lavieille  | Honda France             | Honda        | 24   | +1 giro   | 18º     | 6     |
| 11º  | 57 | Giorgio Cantalupo    | M.C. Augusta Praetoria   | Ducati       | 24   | +1 giro   | 17º     |       |
| 12º  | 72 | Redamo Assirelli     | Team Pirelli             | Yamaha       | 24   | +1 giro   | 15º     |       |
| 13º  | 31 | Igor Jerman          | MD Depala Vas            | Kawasaki     | 23   | +2 giri   | 14º     | 5     |
| 14º  | 52 | Jiří Mrkývka         | JM SBK                   | Honda        | 23   | +2 giri   | 23º     |       |
| 15º  | 59 | Bruno Scatola        | Motor Power di A.L.      | Kawasaki     | 22   | +3 giri   | 27º     |       |
| 16º  | 62 | Gerhard Esterer      | MSC Rottenegg            | Kawasaki     | 20   | +5 giri   | 20º     |       |
| 17º  | 60 | Luigi Aljinović      | Kvarner Racing           | Kawasaki     | 20   | +5 giri   | 24º     |       |

#### Ritirati
| Nº | Pilota              | Squadra                     | Motocicletta | Giri | Griglia |
| -- | ------------------- | --------------------------- | ------------ | ---- | ------- |
| 22 | Scott Russell       | Yamaha World Superbike Team | Yamaha       | 24   | 7º      |
| 14 | James Haydon        | Gio.Ca.Moto                 | Ducati       | 13   | 16º     |
| 12 | James Whitham       | Suzuki World Superbike      | Suzuki       | 12   | 12º     |
| 64 | Miloš Baláž Mad'Ara |                             | Ducati       | 10   | 25º     |
| 11 | Mike Hale           | Suzuki World Superbike      | Suzuki       | 9    | 11º     |
| 70 | Vittorio Scatola    |                             | Honda        | 1    | 22º     |
| 73 | Anton Gruschka      | Bauer Racing Germany        | Yamaha       | 0    | 19º     |
| 55 | Nikolaos Voukakis   |                             | Kawasaki     | 0    | 26º     |
| 8  | Akira Yanagawa      | Kawasaki Racing             | Kawasaki     | 0    | 1º      |

### Gara 2

#### Arrivati al traguardo[5]
| Pos. | Nº | Pilota              | Squadra                | Motocicletta | Giri | Tempo     | Griglia | Punti |
| ---- | -- | ------------------- | ---------------------- | ------------ | ---- | --------- | ------- | ----- |
| 1º   | 3  | John Kocinski       | Castrol Honda          | Honda        | 25   | 47:44.390 | 6º      | 25    |
| 2º   | 2  | Aaron Slight        | Castrol Honda          | Honda        | 25   | +0:31.863 | 5º      | 20    |
| 3º   | 4  | Carl Fogarty        | Ducati Racing ADVF     | Ducati       | 25   | +0:40.543 | 4º      | 16    |
| 4º   | 9  | Neil Hodgson        | Ducati Racing ADVF     | Ducati       | 25   | +0:47.495 | 9º      | 13    |
| 5º   | 8  | Akira Yanagawa      | Kawasaki Racing        | Kawasaki     | 25   | +0:52.948 | 1º      | 11    |
| 6º   | 22 | Scott Russell       | Yamaha World Superbike | Yamaha       | 25   | +1:12.659 | 7º      | 10    |
| 7º   | 6  | Simon Crafar        | Kawasaki Racing        | Kawasaki     | 25   | +1:16.980 | 3º      | 9     |
| 8º   | 45 | Colin Edwards       | Yamaha World Superbike | Yamaha       | 25   | +1:50.945 | 10º     | 8     |
| 9º   | 17 | Pere Riba           | White Endurance        | Honda        | 24   | +1 giro   | 13º     | 7     |
| 10º  | 33 | Christian Lavieille | Honda France           | Honda        | 24   | +1 giro   | 18º     | 6     |
| 11º  | 14 | James Haydon        | Gio.Ca.Moto            | Ducati       | 24   | +1 giro   | 16º     | 5     |
| 12º  | 11 | Mike Hale           | Suzuki World Superbike | Suzuki       | 24   | +1 giro   | 11º     | 4     |
| 13º  | 57 | Giorgio Cantalupo   | M.C. Augusta Praetoria | Ducati       | 23   | +2 giri   | 17º     |       |
| 14º  | 59 | Bruno Scatola       | Motor Power di A.L.    | Kawasaki     | 23   | +2 giri   | 27º     |       |
| 15º  | 52 | Jiří Mrkývka        | JM SBK                 | Honda        | 23   | +2 giri   | 23º     |       |
| 16º  | 60 | Luigi Aljinović     | Kvarner Racing         | Kawasaki     | 22   | +3 giri   | 24º     |       |
| 17º  | 72 | Redamo Assirelli    | Team Pirelli           | Yamaha       | 22   | +3 giri   | 15º     |       |

#### Ritirati
| Nº | Pilota               | Squadra                  | Motocicletta | Giri | Griglia |
| -- | -------------------- | ------------------------ | ------------ | ---- | ------- |
| 15 | Piergiorgio Bontempi | Kawasaki Italy Bertocchi | Kawasaki     | 18   | 8º      |
| 7  | Pierfrancesco Chili  | Gattolone Racing         | Ducati       | 13   | 2º      |
| 73 | Anton Gruschka       | Bauer Racing Germany     | Yamaha       | 12   | 19º     |
| 12 | James Whitham        | Suzuki World Superbike   | Suzuki       | 9    | 12º     |
| 31 | Igor Jerman          | MD Depala Vas            | Kawasaki     | 5    | 14º     |
| 64 | Miloš Baláž Mad'Ara  |                          | Ducati       | 3    | 25º     |

### Supersport

#### Arrivati al traguardo
| Pos. | Nº | Pilota             | Motocicletta | Giri | Tempo      | Punti |
| ---- | -- | ------------------ | ------------ | ---- | ---------- | ----- |
| 1º   | 2  | Massimo Meregalli  | Yamaha       | 23   | 46'37,727" | 25    |
| 2º   | 17 | Stéphane Mertens   | Suzuki       | 23   | +5,995"    | 20    |
| 3º   | 41 | Michaël Paquay     | Honda        | 23   | +7,245"    | 16    |
| 4º   | 60 | Eric Mahé          | Yamaha       | 23   | +10,720"   | 13    |
| 5º   | 32 | Marc Garcia        | Honda        | 23   | +11,221"   | 11    |
| 6º   | 13 | Jeffry de Vries    | Yamaha       | 23   | +12,449"   | 10    |
| 7º   | 24 | Stéphane Chambon   | Ducati       | 23   | +51,953"   | 9     |
| 8º   | 20 | Roberto Teneggi    | Ducati       | 23   | +1'08,075" | 8     |
| 9º   | 35 | Giovanni Bussei    | Suzuki       | 23   | +1'20,291" | 7     |
| 10º  | 11 | Peter Koller       | Kawasaki     | 23   | +1'22,869" | 6     |
| 11º  | 71 | Francisco Riquelme | Ducati       | 23   | +1'31,531" | 5     |
| 12º  | 15 | Robert Ulm         | Honda        | 23   | +1'43,748" | 4     |
| 13º  | 19 | Christian Zwedorn  | Honda        | 23   | +1'51,882" | 3     |
| 14º  | 65 | Michele Malatesta  | Bimota       | 22   | +1 giro    | 2     |
| 15º  | 18 | David Rouge        | Honda        | 22   | +1 giro    | 1     |
| 16º  | 30 | Wilco Zeelenberg   | Yamaha       | 22   | +1 giro    |       |

#### Ritirati
| Nº | Pilota                 | Motocicletta | Giri |
| -- | ---------------------- | ------------ | ---- |
| 34 | Yves Briguet           | Suzuki       | 18   |
| 64 | Massimilliano Marchini | Yamaha       | 8    |
| 7  | Thomas Körner          | Ducati       | 8    |
| 28 | Jonnie Ekerold         | Suzuki       | 7    |
| 6  | Vittoriano Guareschi   | Yamaha       | 6    |
| 27 | Rubén Xaus             | Honda        | 6    |
| 1  | Fabrizio Pirovano      | Ducati       | 5    |
| 4  | Camillio Mariottini    | Bimota       | 3    |
| 8  | Roberto Panichi        | Bimota       | 3    |
| 14 | Fred Bayens            | Honda        | 3    |
| 39 | Thomas Hinterreiter    | Kawasaki     | 3    |
| 3  | Mauro Lucchiari        | Ducati       | 3    |
| 23 | Volker Bähr            | Kawasaki     | 3    |
| 31 | Marco Risitano         | Kawasaki     | 2    |
| 90 | Bernhard Schick        | Ducati       | 2    |
| 37 | Valerio Destefanis     | Suzuki       | 2    |
| 51 | Jean Pierre Jeandat    | Ducati       | 1    |
| 26 | Paolo Casoli           | Ducati       | 0    |
| 22 | Bernard Garcia         | Honda        | 0    |